# Giuseppe Perugini
Giuseppe Perugini OESA (* 5. Dezember 1759 in Gradoli; † 11. August 1829 in Rom) war ein italienischer Kurienbischof.

## Leben
Perugini trat der Ordensgemeinschaft der Augustiner-Eremiten bei und empfing am 10. November 1782 die Priesterweihe für seinen Orden. Nachdem er am 9. Dezember 1795 Magister der Theologie geworden war, verbrachte er die folgenden fünf Jahre als Regens im Augustinerkonvent von Viterbo. Dort stieg er bis zum Prior des Konventes auf, danach wurde er Prior des Konventes von Sant’Agostino in Campo Marzio, Generalkommissar des Ordens und im Oktober 1819 päpstlicher Vize-Sakristan an der Seite seines Ordensbruders Giuseppe Bartolomeo Menocchio. Papst Pius VII. ernannte ihn am 25. März 1823, nach dem Tode Menocchios, zum Sakristan Seiner Heiligkeit und am 16. Mai desselben Jahres zum Titularbischof von Porphyreon. Die Bischofsweihe spendete ihm am 18. Mai 1823 Francesco Kardinal Bertazzoli; Mitkonsekratoren waren die Erzbischöfe Pietro Caprano, Sekretär der Kongregation Propaganda Fide, und Antonio Baldini.
Er starb wenige Wochen, nachdem Pius VIII. ihn zum geistlichen Vorsteher der Pia casa d’Industria ernannt hatte.